# 三平×2
三平×2（みひら さんぺい、1974年4月8日 - ）は日本のお笑い芸人。本名、三平 太一（みひら たいち）。青森県青森市出身。フリー。身長172cm、体重75kg、血液型AB型。趣味は、アニメ、プロレス、同人誌、妖怪、弾き語り、吹き抜け鑑賞。

## 来歴
- 高校卒業後に上京。日本ジャーナリスト専門学校に入学。
- 日本ジャーナリスト専門学校を中退。
- 1994年末 大川興業入社。
- 1995年 ピン芸人として初舞台。
- 1997年 藤田ヒロシと漫才コンビ「妾の子」（後に「CTスキャン」に改名）を結成。
- 1997年 CTスキャン解散後、阿曽山大噴火と漫才コンビ「ニトログリセリン」を結成。
- 1998年 夏のコミックマーケットに初参加。「金属バット」という個人サークルを主宰し同人誌を発行（現在も継続中）。
- 1999年 国井咲也とオタク芸人トークユニット「アニメ会」を結成。
- 2001年 お笑い芸人によるお笑いプロレス団体「西口プロレス」の旗揚げに参加。
- 2002年 ニトログリセリン解散後、西口プロレスで出会った元「Wクラッチ」の見た目が邦彦と漫才コンビ「ペイパービュウ」を結成。
- 2005年 『週刊少年チャンピオン』（秋田書店）にて巻末の読者投稿ページ『西口プロレス認定 チャンピオン投稿コロシアム（CTC）』の連載を開始。企画、構成を担当（2013年終了）。
- 2007年 大川興業を退社。以後はフリーで活動。
- 2007年 「アニメ会」メンバーのひがもえると同人誌に関するトークライブ「4日目」を立ち上げ。
- 2013年 「ゴールドラッシュ」どいちゅー（トゥインクル・コーポレーション）と「やさしい雨」松崎克俊（太田プロダクション）とトークライブ「二次元妻帯者の夜」を立ち上げ。
- 2016年 毎週日曜更新のポッドキャストラジオ「二次元妻帯者の夜Hz（ヘルツ）」がスタート。
- 2020年 ワイエムエヌに所属。
- 2020年 ひがもえるとのyoutubeラジオ「ねぶたVSシーサー」がスタート（135回で更新停止）
- 2022年 怪談最恐戦2022 に初出場。ファイナリスト選出
- 2023年 怪談youtubeチャンネル 三平物怪禄 開設
- 2024年 所属していたワイエムエヌの芸人部門が解体されたため事務所を退所しフリーとなる[1]。

## 西口プロレス
「西口プロレス」ではレスラーとして活動。ハードコアマッチ（あくまでお笑いとして）が得意。試合ではヒールだが「リングを降りたら常識人」と言われている。

### 西口プロレスでの必殺技
- 安全式パイルドライバー
- 安全式シューティングスター・プレス
- 時間差式フェースクラッシャー
- コミックマーケット（変形の旋回式スクラップバスター）
- ビッグサイト（飛びつき式のブルドッキング・ヘッドロック）
- サークルカット（ランヒェイ）
- 801（縦回転の619）
- 101（レフェリーを利用しての619）

## 備考
高校時代は「ツチノコ市場」「北京面（ペキンヅラ）」のペンネームで「電気グルーヴのオールナイトニッポン」へ投稿するハガキ職人だった。上京直後、ニッポン放送の前で電気グルーヴの入り待ちをしていたことがきっかけで、電気の2人の悪ふざけにより、その日の同番組で2時間出ずっぱりのゲストを経験している。
ピンでは鳥肌実のパロディーである「アキバ系演説家・萌肌実」を演じることもある。
いわゆるオタクであり、かなりの同人誌好き。「同人誌を読んで好きになった漫画・アニメ作品がある」と言う程である。
「つかさ（『らき☆すた』の柊つかさ）は俺の嫁」と言っており、彼女の実家である鷹宮神社のモデルになった鷲宮神社のある鷲宮町（現・久喜市）を嫁の出身地と位置付け、実際に柊一家が特別住民登録されたのに伴い、鷲宮町で行われた先行特別住民票配布のイベントに参加した所、取材していたNHKのニュースで列に並んでいる三平が偶然にもテレビに映り込む。この事は「アニメ会」のネットラジオ「アニメ会の『ヲタめし!』」でも話題になった。更に同町で偶然、借家有りと書かれた看板が立てられている家を見つけ、本気で引っ越そうと思ったとも語っている。
2009年3月21日、東京国際アニメフェアにおいて、エイベックスブースの司会進行を担当。その際、つかさ役の声優である福原香織と対面を果たすも緊張しすぎて肝心な事を話せなかったと言う。その楽屋で、彼女が水が飲めない事を知っていたのに、テンパっていたのか水の置いてある場所を教えていたそうである。三平は彼女の事を「つかさに魂を吹き込んだ人」と言っている。
『西口プロレス認定 チャンピオン投稿コロシアム（CTC）』は、三平の趣味を押し出した『萌-1グランプリ』のコーナーや、基本的に全てのネタにコメントをつけるなどで支持を集め、新規投稿者を開拓し、人気ページとなり、8年に渡る長期連載となった。
鷲宮商工会のHPで募集していた「鷲宮&萌え 川柳☆狂歌」に投稿し、佳作入選を果たした。入選した狂歌は「絶対の 領域がある その足で 首四の字を さあ決めてくれ」なお本人は自分のことを「鷲宮芸人」と称している。
1980 - 1990年代に活躍した、いわゆるバンドブーム世代のバンドを好む。好きなバンドは「聖飢魔II」「筋肉少女帯」「人間椅子」「たま」など。またナゴムレコードに精通しており、再結成した「木魚」や「痛郎」、「死ね死ね団」や「モデルプランツ」のライブを見に行ったことが、ブログに書かれていた。 最近では殺害塩化ビニール所属バンドのCDも買っている模様。
アニメ『はなまる幼稚園』11話ではテレビから流れる漫才をペイパービュウが担当（ノンクレジット）。なお三平は同作のブルーレイのオーディオコメンタリーにも出演している。
好きな花は朝顔で、毎年夏に生育する時は種まきからその様子をTwitterで写真付きでツイートしている。
妖怪好きで、水木しげるの妖怪漫画を始め京極夏彦の小説等妖怪が出る作品を愛読する。妖怪好きは凄まじく妖怪検定を受験する程である。2022年12月23日、妖怪検定中級試験に合格した事をツイッターで報告する。
アニメオタクである為、所有物は多いがアニメ会のメンバーサンキュータツオによると、神経質で定期的に物を処分している様である。

## 連載

### 連載中
- ビートたけし責任編集ウェブマガジン「お笑いKGB」「殿に捧げる同人見聞録」（2017年 - ）

### 過去の連載
- ビートたけし責任編集ウェブマガジン「お笑いKGB」「殿に捧げる二次元ノススメ」（2016年 - 2017年）
- 週刊少年チャンピオン読者投稿ページ「西口プロレス認定・CTC｣（2005年 - 2013年）
- チャンピオンREDいちご「いちご属性エボリューション」（2011年 - 2014年）
- チャンピオンREDいちご「漫才みたいな恋をしようよ」（2007年 - 2011年）
- Don't!「世界は萌えに満ちている!!」（2009年 - 2010年）
- “オリコン”ウィーク・ザ・イチバン「三平×2の突然恃まれたって…」（2000年 - 2001年）

### アニメ会メンバーとしての連載
- ゲームラボ

「アニメ会のスーパー写真塾」（2011年 - 2012年）
「とある芸人の同人目録」（2010年 - 2011年）
「アニメ会の二次元妄想新聞」（2009年 - 2010年）
「アニメ会のぷにぷに対談」（2008年 - 2009年）
「勇気を出してアニメての告白」（2007年 - 2008年）

## 参加した書籍
- 新世紀エヴァンゲリオン最強の考察（COSMIC MOOK）
- キレてないですよ。（イーストプレス/長州小力）座談会に参加
- オーケンののほほん学校（ロフトブックス/大槻ケンヂ）トークライブ「のほほん学校」に大川豊総裁とゲスト出演した際のトークを収録

### アニメ会メンバーとして参加
- らぶくっく
- 二次元へいきまっしょい!
- 現代視覚文化研究
- 現代視覚文化研究vol.2
- 現代視覚文化研究vol.3
- 現代視覚文化研究vol.4
- 中二病でGO!!
- オタナビvol.1
- もえたん3
- オタク総合情報誌・メカビ
- オタク総合情報誌・メカビ2
- オタク総合情報誌・メカビ07秋号
- 姉☆コレクション
- 眼鏡っ娘大百科
- 姉ゲーム大全
- メイドさん大全
- ツンデレ大全
- 文化部少女大好き!

## 出演作品

### アニメ
- パピヨンローゼ New Season（加藤）
- はなまる幼稚園

### 映画
- ニャンダフルデー（ヤクザ）
- くれないの盃2（シャブの売人）
- くれないの盃（闇金）
- CASINO カジノ
- いかレスラー（若手レスラー）
- 地獄プロレス（悪役レスラー、ピラニア・ジョーズ）
- AVスカウトマン伝説
- 東京アディオス

### ドラマ
- 仮面ライダーガッチャード 第28話（テレビ朝日、2024年3月24日） - 修行僧 役

### テレビ
- ごっつええ感じ（フジテレビ）芸人200組リアクション企画に妾の子として参加。なおコンビ名にはモザイクがかかる
- 首都圏ネットワーク（NHK総合・関東ローカル、2008年4月7日放送）「アニメで町おこし」という鷲宮町でのイベントの映像内で偶然映っただけのもの
- お元気ですか日本列島（NHK総合・全国ネット、2008年4月17日放送）「首都圏ネットワーク」と同内容。VTR素材としては両番組とも同一
- 人類滅亡と13のコント集（日本テレビ、2004年12月4日放送） ※ペイパービュウ
- あらびき団（TBS（2009年1月7日・4月8日放送） ※ペイパービュウ
- ゲームレコードGP（CSMONDO21）準レギュラー出演
- エンタの天使（日本テレビ、2009年5月27日放送）キャッチコピーは「はぐれ和尚の説法」
- 女王の教室（日本テレビ） ※ペイパービュウ
- マジ☆ワラ（テレビ東京） ※ペイパービュウ
- サンボマスターのNot only Music（MXテレビ） ※ペイパービュウ
- インディーウォーズ（日本テレビ）
- ザ・ワイド（日本テレビ） ※アニメ会
- 爆笑そっくりものまね紅白歌合戦スペシャル（フジテレビ） ※西口プロレス

### ラジオ
- 電気グルーヴのオールナイトニッポン（ニッポン放送、1993年3月23日放送）素人時代に出演
- 吉田照美のやる気MANMAN!（文化放送） ※ペイパービュウ
- なべやかんの ラジオ秘宝館（エフエム茶笛）
- ペイパービュウののーぎゃらくん（文化放送BSデジタルラジオチャンネル）ライブ優勝の賞品として放送

### インターネットラジオ
- 二次元へいきまっしょい
- アニメ会の『ヲタめし!』
- 二次元妻帯者の夜Hz

## 参加団体等
- ペイパービュウ
- 西口プロレス
- アニメ会
- 二次元妻帯者の夜